# Асаново (Северо-Казахстанская область)
Асаново (каз. Асанов) — село в Кызылжарском районе Северо-Казахстанской области Казахстана. Административный центр Асановского сельского округа. Код КАТО — 595035100.
В 4,2 км к северо-западу от села находится озеро Рыбное, в 5 км к востоку — озеро Кисельное.

## Население
В 1999 году население села составляло 1549 человек (759 мужчин и 790 женщин). По данным переписи 2009 года, в селе проживало 1386 человек (670 мужчин и 716 женщин).

## История[4]
Село Асаново основано в 1894 году в качестве железнодорожного разъезда Транссибирской железнодорожной магистрали. Село образовано переселенцами из Одесской области, в основном немцами. Свое название село получило по имени купца Асанова, который жил в Одессе, а земли распродавал крестьянам через своего управляющего.
В сентябре 1958 года образовано Асановское училище механизаторов сельского хозяйства № 78.
В 1996 году училище было реорганизовано в Асановскую профтехшколу № 18.
В 2006 году перестала существовать из-за финансовых трудностей.
Средняя школа открылась в 1969 году.